# Love in Slow Motion
Albums de Angela Bofill
I Wanna Love Somebody
(1993) Live from Manila
(2006)
Love In Slow Motion est le dixième album de la chanteuse de rhythm and blues Angela Bofill.
C’est son premier album depuis I Wanna Love Somebody et son dernier album studio depuis son attaque cérébrale, le 10 janvier 2006.

## Liste des titres
| No  | Titre                   | Durée |
| --- | ----------------------- | ----- |
| 1.  | All She Wants (Is Love) | 4:34  |
| 2.  | Love In Slow Motion     | 5:48  |
| 3.  | Real Love               | 4:44  |
| 4.  | Galaxy Of My Love       | 5:24  |
| 5.  | Guess You Didn't Know   | 4:32  |
| 6.  | Sail Away               | 4:53  |
| 7.  | Are You Leaving Me Now? | 4:46  |
| 8.  | Let Them Talk           | 5:11  |
| 9.  | Soul Of Mine            | 4:42  |
| 10. | Love Changes            | 5:23  |
| 11. | Black Angel             | 4:20  |

## Participants
- Angela Bofill - Chant, coproducteur
- Andy Korn - Producteur